# 19355 Merpalehmann
19355 Merpalehmann este un asteroid din centura principală de asteroizi.

## Descriere
19355 Merpalehmann este un asteroid din centura principală de asteroizi. A fost descoperit pe 31 martie 1997 la Socorro, New Mexico, în cadrul proiectului LINEAR. Asteroidul prezintă o orbită caracterizată de o semiaxă mare de 3,05 ua, o excentricitate de 0,10 și o înclinație de 10,8° în raport cu ecliptica.